# Осеча-Друга
Осеча-Друга (пол. Osiecza Druga) — село в Польщі, у гміні Жґув Конінського повіту Великопольського воєводства.
Населення — 189 осіб (2011).
У 1975-1998 роках село належало до Конінського воєводства.

## Демографія
Демографічна структура станом на 31 березня 2011 року:
|          | Загалом | Допрацездатний вік | Працездатний вік | Постпрацездатний вік |
| -------- | ------- | ------------------ | ---------------- | -------------------- |
| Чоловіки | 86      | 12                 | 67               | 7                    |
| Жінки    | 103     | 18                 | 61               | 24                   |
| Разом    | 189     | 30                 | 128              | 31                   |